# Inés Melchor
Santa Inés Melchor Huiza (Acobambilla, 30 agosto 1986) è una maratoneta e mezzofondista peruviana.

## Biografia
Melchor cresce a Huancayo, emerge nelle competizioni juniores arrivando al secondo posto ai Campionati sudamericani di categoria nel 2000. Nel 2003, il passaggio tra i seniores, è segnato dalla partecipazione ai Mondiali di Francia a cui segue, l'anno successivo, la partecipazione ai Giochi olimpici di Atene 2004, quando gareggiava ancora su distanze da mezzofondo.
Dal 2012 si è focalizzata soprattutto sulla maratona, gareggiando sia a Londra 2012 che a Rio de Janeiro 2016. Ha riscontrando notevole successo soprattutto nelle competizioni americane vincendo una medaglia di bronzo ai Giochi panamericani in Messico nel 2011 e tre medaglie d'oro ai Giochi sudamericani tra il 2014 e il 2018.
È detentrice di numerosi record nazionali e del primato sudamericano nella maratona, conquistato a Berlino nel 2018.

## Palmarès
| Anno | Manifestazione                   | Sede           | Evento        | Risultato | Prestazione | Note              |
| ---- | -------------------------------- | -------------- | ------------- | --------- | ----------- | ----------------- |
| 2000 | Campionati sudamericani allievi  | Bogotà         | 3000 m piani  | Argento   | 10'40"67    |                   |
| 2001 | Campionati sudamericani juniores | Santa Fe       | 3000 m piani  | Bronzo    | 10'12"99    |                   |
| 2001 | Campionati sudamericani juniores | Santa Fe       | 5000 m piani  | Oro       | 17'14"49    |                   |
| 2001 | Campionati panamericani juniores | Santa Fe       | 3000 m piani  | Oro       | 10'11"50    |                   |
| 2001 | Campionati panamericani juniores | Santa Fe       | 5000 m piani  | Argento   | 17'28"18    |                   |
| 2002 | Campionati sudamericani U18      | Asunción       | 3000 m piani  | Bronzo    | 4'44"94     |                   |
| 2002 | Campionati sudamericani U18      | Asunción       | 5000 m piani  | Oro       | 10'19"43    |                   |
| 2003 | Campionati sudamericani juniores | Guayaquil      | 3000 m piani  | Oro       | 9'58"93     |                   |
| 2003 | Campionati sudamericani juniores | Guayaquil      | 5000 m piani  | Oro       | 16'57"0     |                   |
| 2003 | Mondiali allievi                 | Sherbrooke     | 3000 m piani  | 6ª        | 9'28"44     |                   |
| 2003 | Campionati panamericani juniores | Bridgetown     | 3000 m piani  | Oro       | 9'57"96     |                   |
| 2003 | Campionati panamericani juniores | Bridgetown     | 5000 m piani  | Oro       | 16'53"37    |                   |
| 2003 | Mondiali                         | Saint-Denis    | 5000 m piani  | Batteria  | 17'17"90    |                   |
| 2004 | Mondiali juniores                | Grosseto       | 3000 m piani  | 11ª       | 9'41"89     |                   |
| 2004 | Campionati ibero-americani       | Huelva         | 3000 m piani  | 9ª        | 9'37"35     |                   |
| 2004 | Giochi olimpici                  | Atene          | 5000 m piani  | Batteria  | 17'08"07    |                   |
| 2005 | Campionati sudamericani juniores | Rosario        | 3000 m piani  | Oro       | 9'50"87     |                   |
| 2005 | Campionati sudamericani juniores | Rosario        | 5000 m piani  | Oro       | 17'05"78    |                   |
| 2005 | Campionati panamericani juniores | Windsor        | 3000 m piani  | Argento   | 9'36"24     |                   |
| 2005 | Campionati panamericani juniores | Windsor        | 5000 m piani  | Oro       | 16'48"06    |                   |
| 2006 | Campionati sudamerica U23        | Buenos Aires   | 5000 m piani  | 6ª        | 17'16"39    |                   |
| 2006 | Campionati sudamerica U23        | Buenos Aires   | 10000 m piani | 4ª        | 35'57"85    |                   |
| 2007 | Campionati sudamericani          | San Paolo      | 5000 m piani  | 5ª        | 16'23"44    |                   |
| 2007 | Campionati sudamericani          | San Paolo      | 10000 m piani | Argento   | 34'13"23    |                   |
| 2007 | Giochi panamericani              | Rio de Janeiro | 10000 m piani | 5ª        | 33'36"17    |                   |
| 2008 | Campionati sudamericani U23      | Lima           | 1500 m piani  | 4ª        | 4'38"36     |                   |
| 2008 | Campionati sudamericani U23      | Lima           | 5000 m piani  | Oro       | 16'44"59    |                   |
| 2008 | Campionati sudamericani U23      | Lima           | 10000 m piani | Oro       | 35'43"27    |                   |
| 2009 | Campionati sudamericani          | Lima           | 5000 m piani  | Oro       | 16'00"41    |                   |
| 2009 | Campionati sudamericani          | Lima           | 1000 m piani  | Oro       | 33'11"79    |                   |
| 2009 | Mondiali                         | Berlino        | 5000 m piani  | Batteria  | 16'00"83    |                   |
| 2009 | Giochi bolivariani               | Sucre          | 5000 m piani  | Oro       | 17'42"95    |                   |
| 2009 | Giochi bolivariani               | Sucre          | 10000 m piani | Oro       | 36'00"62    |                   |
| 2011 | Giochi panamericani              | Guadalajara    | 5000 m piani  | Bronzo    | 16'41"50    |                   |
| 2012 | Giochi olimpici                  | Londra         | Maratona      | 24ª       | 2h28'54"    |                   |
| 2013 | Giochi bolivariani               | Trujillo       | 5000 m piani  | Oro       | 15'30"63    |                   |
| 2013 | Giochi bolivariani               | Trujillo       | 10000 m piani | Oro       | 33'52"90    |                   |
| 2014 | Giochi sudamericani              | Santiago       | 5000 m piani  | Oro       | 15'51"20    | Record dei Giochi |
| 2014 | Giochi sudamericani              | Santiago       | 10000 m piani | Oro       | 33'10"06    | Record dei Giochi |
| 2014 | Campionati ibero-americani       | San Paolo      | 5000 m piani  | Oro       | 15'58"85    |                   |
| 2015 | Campionati sudamericani          | Lima           | 10000 m piani | Oro       | 32'28"87    |                   |
| 2015 | Giochi panamericani              | Toronto        | 10000 m piani | 5ª        | 33'07"66    |                   |
| 2015 | Giochi panamericani              | Toronto        | Maratona      | dnf       | dnf         |                   |
| 2016 | Giochi olimpici                  | Rio de Janeiro | Maratona      | dnf       | dnf         |                   |
| 2017 | Mondiali                         | Londra         | Maratona      | 26ª       | 2h35'34"    |                   |
| 2017 | Giochi bolivariani               | Santa Marta    | 10000 m piani | Oro       | 33'57"13    |                   |
| 2018 | Giochi sudamericani              | Cochabamba     | 10000 m piani | Oro       | 35'57"86    |                   |

## Campionati nazionali
2006
- Oro ai campionati peruviani under 23, 5000 m piani - 16'58"38"

2009
- Oro ai campionati peruviani, 5000 m piani - 16'07"3 m
- Oro ai campionati peruviani, 10000 m piani - 34'05"7 m

## Altre competizioni internazionali
2011
- 6ª alla Maratona di Seul ( Seul) - 2h30'04"
- Oro alla Maratona di Huancayo ( Huancayo) - 2h51'40"
- 11ª alla Boulder International Challenge ( Boulder) - 35'14"

2013
- Argento alla Maratona di Santiago del Cile ( Santiago del Cile) - 2h32'11"
- Oro alla Mezza maratona di Medellín ( Medellín) - 1h13'25"
- Argento alla Mezza maratona di Bogotá ( Bogotà) - 1h14'55"
- Oro alla Mezza maratona di Huancavelica ( Huancavelica) - 1h16'53"

2014
- 8ª alla Maratona di Berlino ( Berlino) - 2h26'48"
- Oro alla Maratona di Huancayo ( Huancayo) - 2h36'06"
- Oro alla Mezza maratona di Huancayo ( Huancayo) - 1h12'28"
- Oro alla Mezza maratona di Medellín ( Medellín) - 1h13'21"
- Oro alla Mezza maratona di Huancavelica ( Huancavelica) - 1h15'20"
- 5ª alla Boulder International Challenge ( Boulder) - 34'20"

2015
- Oro alla Maratona di Santiago del Cile ( Santiago del Cile) - 2h28'18"
- 4ª alla San Blas Half Marathon ( Coamo) - 1h15'22"

2016
- Argento alla Maratona di Taegu ( Taegu) - 2h27'40"
- Oro alla Mezza maratona di Miami ( Miami) - 1h13'53"

2017
- Oro alla Maratona di Santiago del Cile ( Santiago del Cile) - 2h34'12"

2018
- 13ª alla Maratona di Berlino ( Berlino) - 2h32'09"
- Bronzo alla Mezza maratona di Guadalajara ( Guadalajara) - 1h12'32"
- Argento alla Mezza maratona di Miami ( Miami) - 1h16'46"
- 10ª alla World 10K Bangalore ( Bangalore) - 34'00"